# Holmen
Holmen és una població dels Estats Units a l'estat de Wisconsin. Segons el cens del 2008 tenia 8.487 habitants.

## Demografia
Segons el cens del 2000, Holmen tenia 6.200 habitants, 2.258 habitatges, i 1.698 famílies. La densitat de població era de 750,4 habitants per km².
Dels 2.258 habitatges en un 43,7% hi vivien nens de menys de 18 anys, en un 61,2% hi vivien parelles casades, en un 10,9% dones solteres, i en un 24,8% no eren unitats familiars. En el 19,4% dels habitatges hi vivien persones soles el 5,8% de les quals corresponia a persones de 65 anys o més que vivien soles. El nombre mitjà de persones vivint en cada habitatge era de 2,74 i el nombre mitjà de persones que vivien en cada família era de 3,17.
Per edats la població es repartia de la següent manera: un 31,6% tenia menys de 18 anys, un 8,1% entre 18 i 24, un 33,6% entre 25 i 44, un 19,1% de 45 a 60 i un 7,5% 65 anys o més.
L'edat mediana era de 31 anys. Per cada 100 dones de 18 o més anys hi havia 94,1 homes.
La renda mediana per habitatge era de 42.021$ i la renda mediana per família de 49.375$. Els homes tenien una renda mediana de 33.795$ mentre que les dones 21.270$. La renda per capita de la població era de 17.002$. Aproximadament el 5,7% de les famílies i el 7,8% de la població estaven per davall del llindar de pobresa.

## Poblacions més properes
El següent diagrama mostra les poblacions més properes.